# Flugzeuge im Bauch
Flugzeuge im Bauch ist eine Rock-Ballade des deutschen Musikers Herbert Grönemeyer, die auch von ihm geschrieben und produziert wurde. Sie wurde am 4. Februar 1985 als dritte und letzte Single aus dem Album 4630 Bochum ausgekoppelt, auf dem das Lied im Mai 1984 ursprünglich erschien. Zur damaligen Zeit war der Song nicht besonders erfolgreich in den Charts – die Single erreichte Platz 44. Der Song wurde jedoch live häufig von ihm gespielt und oft gecovert, besonders erfolgreich von Oli P. 1998, und gilt so als Klassiker deutschsprachiger Rock- und Popmusik. Oli P.s Version erreichte Platz eins der deutschen, österreichischen und Schweizer Charts und zählt zu den verkaufsstärksten Singleveröffentlichungen in Deutschland.

## Entstehung und Veröffentlichung
Grönemeyer schrieb Flugzeuge im Bauch selbst und produzierte den Song auch. Am 11. Mai 1984 erschien er auf dem Album 4630 Bochum. Am 1. September 1984 führte Grönemeyer den Song gemeinsam mit Männer bei Wetten, dass..? mit Frank Elstner aus Ravensburg auf. Die Single erschien am 4. Februar 1985 bei EMI. Auf der B-Seite befindet sich der Song Jetzt oder nie.
Für das englischsprachige Album What’s All This nahm Grönemeyer mit Airplanes in My Head eine Version in englischer Sprache auf. 1988 wurde hierzu unter der Regie von Peter Scammell ein Musikvideo gedreht. Eine New Version erschien auf der Special Edition von Schiffsverkehr ebenso wie auf I Walk.
Liveversionen erschienen unter anderem auf Unplugged Herbert, Grönemeyer Live, Stand der Dinge, Mensch Live, 12 Live und Ö-Tour ’88. Im Jahr 2000 wurde auch eine Orchesterversion veröffentlicht. Für die 40-jährige Jubiläumsedition von 4630 Bochum nahm Grönemeyer das Lied zusammen mit der deutschen Popsängerin und Rapperin Céline in einer Version auf, die sich von den Texten des Originals in den Strophen unterscheidet. Diese erschien am 12. April 2024 als Single und im Folgemonat als Teil des Jubiläumsalbums.

## Inhalt
Es handelt sich um eine Rockballade, die in der ursprünglichen Version mit Keyboards und Streicherklängen aus dem Synthesizer untermalt wird. Eine E-Gitarre spielt einige Leads, auch ein Akustikgitarrensolo ist zu hören. Inhaltlich geht es um eine Beziehung zu einem geliebten Menschen, der sich innerlich schon abgewandt hat: „Streichelst mich mechanisch / völlig steril / eiskalte Hand / mir graut vor dir“. So bleibt dem Protagonisten nur noch, die Beziehung endgültig zu beenden: „Lass mich los, lass mich in Ruh, damit das ein Ende nimmt“.

## Chartplatzierungen
Flugzeuge im Bauch stieg am 18. Februar 1985 auf Rang 55 der deutschen Singlecharts ein und erreichte seine beste Platzierung mit Rang 44 am 25. März 1985. Die Single platzierte sich mit Unterbrechungen zehn Wochen in den Charts, letztmals in der Chartwoche vom 29. April 1985. Für Grönemeyer avancierte es nach Männer (Juni 1984), Alkohol (Oktober 1984) und Nackt im Wind (Februar 1985) zum vierten Charthit.
Im Jahr 2000 stieg eine Orchesterversion in die deutschen Charts ein. Diese platzierte sich erstmals am 27. November 2000 auf Rang 48. Seine bestes Platzierung gelang dieser Version mit Rang 42 am 8. Januar 2001. Wie das Original platzierte es sich zehn Wochen in den Top 100. Diese Version avancierte zum 24. Charthit für Grönemeyer in Deutschland.
Die gemeinsame Version mit Céline verfehlte die offiziellen Singlecharts, konnte sich jedoch auf Rang 20 der deutschen Single-Trend-Charts vom 19. April 2024 platzieren.
| ChartsChartplatzierungen | Höchstplatzierung | Wochen |
| ------------------------ | ----------------- | ------ |
| Deutschland (GfK)        | 44 (10 Wo.)       | 10     |

| ChartsChartplatzierungen | Höchstplatzierung | Wochen |
| ------------------------ | ----------------- | ------ |
| Deutschland (GfK)        | 42 (10 Wo.)       | 10     |

## Coverversionen

### Version von Oli P.
Die Coverversion von Oli P. im Sprechgesang-Gewand, bei der auch Tina Frank mitwirkte, schaffte es auf Platz eins der Charts in Deutschland, Österreich und der Schweiz. Die Single erschien am 7. September 1998 bei Hansa Records. Sie wurde von Marco Spürgin und Florian Fackler produziert. Auch ein Musikvideo wurde hierzu gedreht.
Quellen zufolge verkaufte sich die Single weltweit über zwei Millionen Mal. Den Schallplattenauszeichnungen zufolge verkaufte sie sich über 1,6 Millionen Mal im deutschsprachigen Raum. In Deutschland erhielt die Single für 1,5 Millionen verkaufte Einheiten eine dreifache Platin-Schallplatte, damit zählt Flugzeuge im Bauch nicht nur allgemein zu den meistverkauften Singles in Deutschland, es ist das meistverkaufte deutschsprachige Lied sowie mit Lou Begas Mambo No.5 (A Little Bit of…) die erfolgreichste Single eines einheimischen Interpreten.
2019 nahm Oli P. anlässlich des 20. Jubiläums seiner Version 2018 den Song neu auf und veröffentlichte die Neueinspielung auf seinem Album Alles Gute. Er spiele den Song auf jedem seiner jährlich etwa 200 Konzerte. „Die Nummer gehört zum Glück ganz doll zu meinem Leben. Den Song jetzt nochmal neu aufzunehmen, soll ein kleines Dankeschön an ihn [Herbert Grönemeyer] sein.“
| ChartsChartplatzierungen | Höchstplatzierung | Wochen |
| ------------------------ | ----------------- | ------ |
| Deutschland (GfK)        | 1 (23 Wo.)        | 23     |
| Österreich (Ö3)          | 1 (17 Wo.)        | 17     |
| Schweiz (IFPI)           | 1 (18 Wo.)        | 18     |

| ChartsJahrescharts (1998) | Platzierung |
| ------------------------- | ----------- |
| Deutschland (GfK)         | 2           |
| Österreich (Ö3)           | 5           |
| Schweiz (IFPI)            | 4           |

| ChartsJahrescharts (1999) | Platzierung |
| ------------------------- | ----------- |
| Deutschland (GfK)         | 74          |
| Österreich (Ö3)           | 30          |

Auszeichnungen für Musikverkäufe

| Land/Region        | Auszeichnungen für Musikverkäufe (Land/Region, Auszeichnung, Verkäufe) | Verkäufe  |
| ------------------ | ---------------------------------------------------------------------- | --------- |
| Deutschland (BVMI) | 3× Platin                                                              | 1.500.000 |
| Österreich (IFPI)  | Platin                                                                 | 50.000    |
| Schweiz (IFPI)     | Platin                                                                 | 50.000    |
| Insgesamt          | 5× Platin ·                                                            | 1.600.000 |

### Weitere Coverversionen
2012 erreichte Katja Friedenberg (Voice of Germany) mit dem Song Platz 41 in Deutschland, in Österreich Platz 71 und in der Schweiz Platz 72. Weitere Coverversionen existieren unter anderem von Xavier Naidoo (1998), Lisa Bund (2007, Deutschland sucht den Superstar), Mario Lang (2007), Adoro (2008) und Global Kryner.